# Munster Open 1988
Il Munster Open 1988 è stato un torneo di tennis facente parte della categoria ATP Challenger Series nell'ambito dell'ATP Challenger Series 1988. Il torneo si è giocato a Münster in Germania dal 5 all'11 dicembre 1988 su campi in sintetico indoor.

## Vincitori

### Singolare
Michael Stich ha battuto in finale  Aleksandr Volkov con il punteggio di 6–3, 6–3

### Doppio
Andrej Ol'chovskij /  Aleksandr Volkov hanno battuto in finale  Rolf Hertzog /  Goran Prpić con il punteggio di 6–2, 6–0